# 바르바라 데 레힐
바르바라 데 레힐(Bárbara de Regil, 1987년 6월 5일 ~ )는 멕시코의 배우이다.